# 火の山のマリア
『火の山のマリア』（カクチケル語 : Ixcanul）は、2015年のドラマ映画。グアテマラ＝フランス合作であり、監督はグアテマラ人のハイロ・ブスタマンテ。原題の「Ixcanul」はマヤ人の言語であるカクチケル語で「火山」を意味する。
グアテマラ社会に蔓延する人種差別・女性差別・言語差別などをテーマとしており、1990年代のグアテマラで起こっていた、新生児や子どもの違法売買にも焦点を当てている。この作品は世界中の映画祭で好評価を得た。

## 製作
ハイロ・ブスタマンテ監督は幼少期をマヤ人の土地で過ごした人物である。グアテマラの広告会社で働き、ヨーロッパのパリやローマで映画製作を学んだ。2012年の短編映画『Cuando sea grande』がクレルモン・フェラン短編映画祭でCNC賞を受賞し、脚本を手がけた『El escuadron de la muerte』がサン・セバスティアン国際映画祭などに出品された。2015年の本作品がブスタマンテ監督の長編映画デビュー作となった。
グアテマラは映画産業の規模が小さく、映画俳優は存在しないに等しい上に、グアテマラの一民族であるマヤ人の俳優はさらに限られる。この映画はマヤ人が多く住むパナハチェルに所在する製作会社のラ・カーサ・デ・プロダクシオンとハイロ・ブスタマンテ監督の協同で製作された映画である。両者はマヤ人コミュニティに対して映画製作のワークショップを行い、アマチュア演劇を行っていたマリーア・テロン（母親役）に出会った。テロンの伝手でロケ地を探し、サンタ・マリーア・デ・ヘススで行ったオーディションで見つけたマリーア・メルセデス・コロイを主役に抜擢した。「映画スタッフ」を募集しても誰一人集まらなかったが、「仕事人」を募集すると集まりすぎて苦労したこともあった。3か月の準備期間をかけてアマチュア俳優に演技の基礎を教え、それから撮影に入った。ワークショップ中には参加者が働くコーヒー農園を病害が襲ったため、予定を早めて撮影を開始した。

## 公開
グアテマラでは自国産の映画がヒットすることは珍しいとされるが、この作品はグアテマラでは大ヒットを記録した。グアテマラの大都市の住民はメスティソが多く、マヤ人が暮らす地域には映画館が存在しないため、巡回バスを立ち上げて映画館がない村での上映を行った。
2015年2月の第65回ベルリン国際映画祭のコンペ部門に正式出品され、新しい視点賞を受賞した。2015年9月のサン・セバスティアン国際映画祭ではホライズンズ・ラティーノ（ラテンの展望）部門で上映された。2016年2月の第88回アカデミー賞では外国語映画賞のグアテマラ代表作品となった。
日本では2015年10月の第12回ラテンビート映画祭で上映され、東京会場での上映時にはハイロ・ブスタマンテ監督が新宿バルト9でティーチ・インを行った。エスパース・サロウの配給により、2016年2月13日には岩波ホールほかで一般劇場公開される。

## プロット

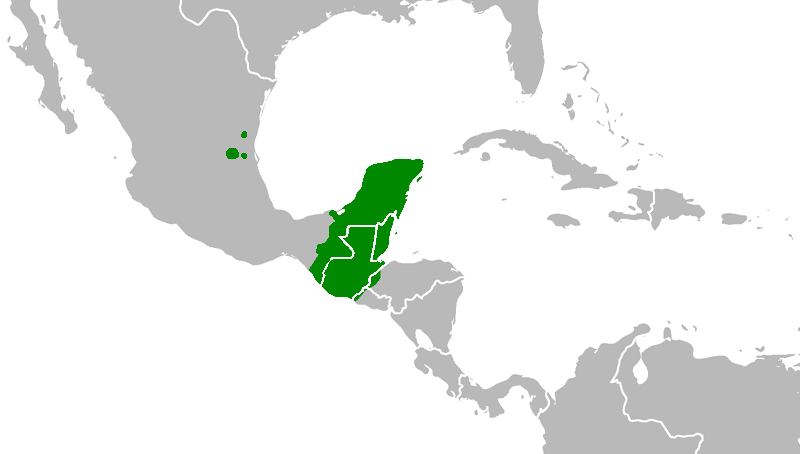
カクチケル語を含むマヤ系の言語が話される地域

中央アメリカのグアテマラ、火山の麓でカクチケル語を話すマヤ人の物語。マリアは控えめで真面目な性格の17歳の少女であり、父親のマヌエル、母親のフアナと一緒に暮らしているが、作物が収穫できないと土地を手放さざるを得ない借地での農業で経済的に困窮していた。コーヒー農園の主任で土地所有者のイグナシオは3人の子どもを男手ひとつで育てており、マリアの両親はイグナシオとマリアの婚約を勝手に決める。マリアはアメリカに行く計画を語る同年代のペペに心ひかれており、アメリカに同行する条件としてペペに処女を捧げるが、ペペはマリアを捨てて一人で旅立ってしまった。一方、農場は蛇の被害に悩まされ、強力な農薬が効かないことで農民は頭を抱えていたが、そんな折に一夜の過ちによるマリアの妊娠が発覚する。当初、母のフアナはマリアに流産させようとするが、岩からの飛び降りやまじないなど様々な方法が効かないことが分かると、「この子は生まれたがっている」としてマリアがペペの子どもを産むことに同意する……。

## キャスト
- マリーア・メルセデス・コロイ(スペイン語版)（マリア役） : 控えめで真面目な性格の17歳の少女。
- マリーア・テロン(スペイン語版) : フアナ役。マリアの母親。家庭を支える強い女性であり、ベッドの中でも夫に対して主導権を握っている[10]。
- マヌエル・マヌエル・アントゥン(スペイン語版) : マヌエル役。マリアの父親。経済的な困窮から脱却するために、娘のマリアとコーヒー農園主任のイグナシオの婚約を決める。
- フスト・ロレンソ(スペイン語版) : イグナシオ役。コーヒー農園の主任で土地所有者。妻に先立たれてからは3人の子どもを一人で育てている。
- マルビン・コロイ(スペイン語版) : ペペ役。マリアをアメリカに連れていくと約束するが、マリアの処女を奪った挙句にひとりで旅立つ。

## 受賞とノミネート

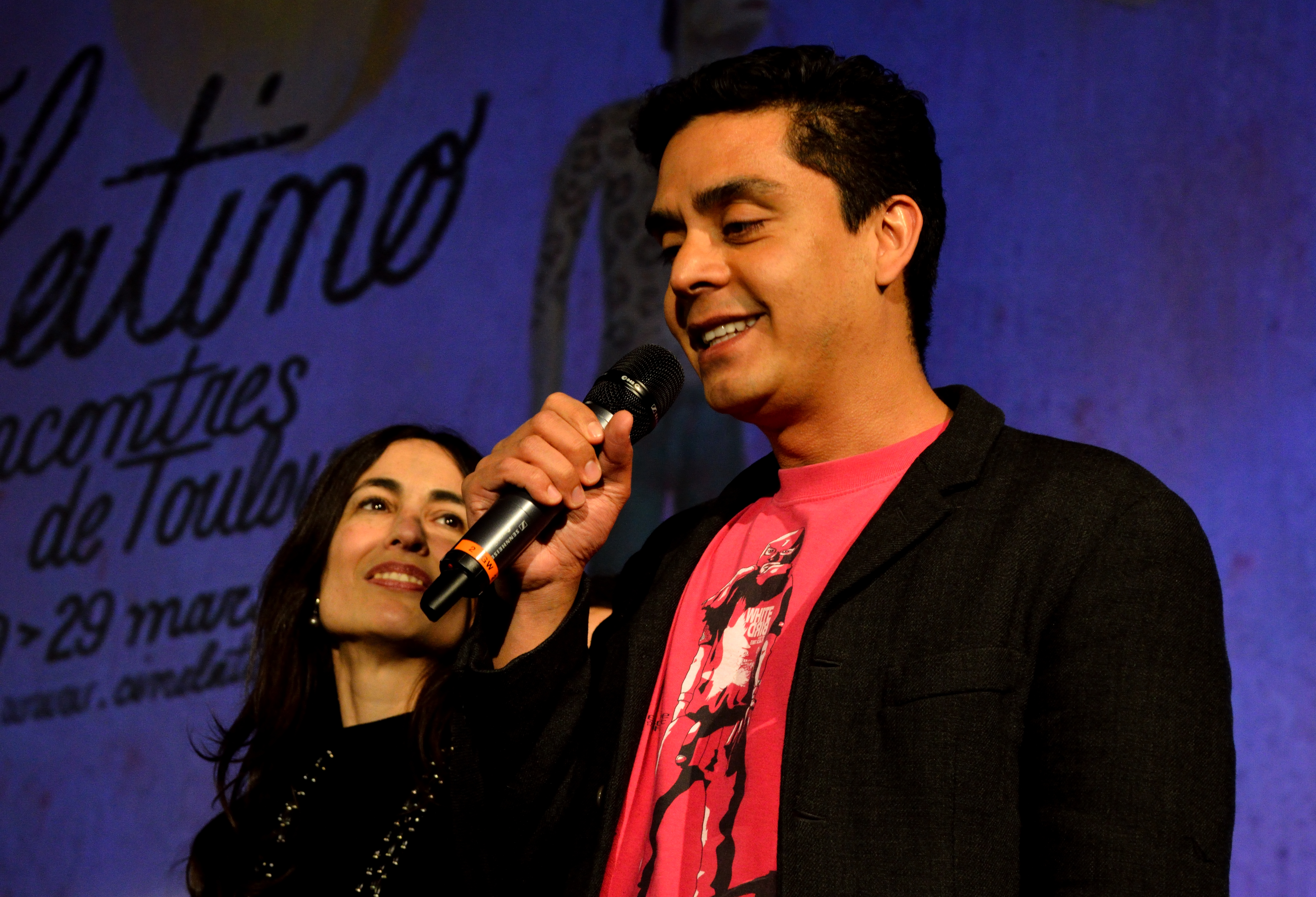
トゥールーズ・ラテン映画祭に出席したブスタマンテ監督

この作品は中央アメリカ諸国が制作した映画の中でもっとも多くの映画賞を受賞した作品となった。
| 映画祭/映画賞                  | 部門                                        | 結果       |
| ------------------------------ | ------------------------------------------- | ---------- |
| ベルリン国際映画祭             | 作品賞                                      | ノミネート |
| ベルリン国際映画祭             | 新しい視点賞                                | 受賞       |
| ベルリン国際映画祭             | Mejor ópera prima                           | ノミネート |
| サン・セバスティアン国際映画祭 | ラテンアメリカ映画賞                        | ノミネート |
| グアダラハラ国際映画祭         | 作品賞                                      | 受賞       |
| カルタヘナ映画祭               | 作品賞                                      | 受賞       |
| イェルサレム映画祭             | 国際批評家連盟賞                            | ノミネート |
| トゥールーズ・ラテン映画祭     | 観客賞                                      | 受賞       |
| トゥールーズ・ラテン映画祭     | サンディカート・フランセス賞                | 受賞       |
| ロッテルダム映画祭             | ライオンズ賞                                | ノミネート |
| フロンティエラ国際映画祭       | 作品賞                                      | 受賞       |
| アルメリア映画祭               | 作品賞                                      | 特別な視点 |
| ノルエガ・フィルム・フラ・ソル | 作品賞                                      | 審査員賞   |
| ヘント映画祭                   | 作品賞                                      | 受賞       |
| ヘント映画祭                   | 若手審査員賞                                | 受賞       |
| フィラデルフィア映画祭         | 審査員賞                                    | 受賞       |
| キエフ青年国際映画祭           | 作品賞                                      | 受賞       |
| ムンバイ映画祭                 | 国際作品賞                                  | ノミネート |
| サンパウロ国際映画祭           | 国際審査員賞                                | ノミネート |
| モントリオール世界映画祭       | 国際女優賞 （マリーア・メルセデス・コロイ） | 受賞       |
| スロバキア芸術映画祭           | 女優賞 （マリーア・テロン）                 | 受賞       |

## 参考サイト
- Hecht, John (2015年3月17日). “Guatemalan filmmaker Jayro Bustamante is on a winning streak, with recent victories at Berlin and Guadalajara” (English). 2015年8月24日閲覧。
- Umaña, Helen (2015年9月21日). “Ixcanul o el poder del signo estético”.   El Periódico. 2015年9月21日閲覧。
- Véliz, Mynor (2015年8月26日). “6 razones para ver la películas guatemalteca Ixcanul”.   Diario digital. 2015年8月26日閲覧。
- Echeverría, Maurice (2015年9月25日). “Digna Ixcanul”. Revista Contrapoder. 2015年10月21日閲覧。